# デジタルパソロジー
デジタルパソロジー(digital pathology)は、病理ガラス標本（プレパラート）についてデジタル画像を撮影し、ディスプレイに表示して、病理標本を観察する技術的方法論のこと。
- 遠隔術中迅速病理診断(テレパソロジー)やバーチャル顕微鏡を包括する用語であり、免疫染色の判定にも応用されている。
- デジタルパソロジーシステムはデジタルパソロジー技術を取り入れた病理診断システムや病理診断の支援システム・病理診断コンサルティングシステム等をいう[1][2]。

## 分類

### テレパソロジー
へき地等医療機関において病理医がいない場合に、手術中迅速病理診断が必要となることがある。この時、ビデオやデジタルカメラ等で撮影した顕微鏡画像を通信回線を介して送付し、病理医がパソコンディスプレイに表示して術中迅速病理診断（遠隔病理診断、テレパソロジーという）が行われる。
ガラス標本全体をデジタル化したWSIを用いて1次病理診断をインターネット回線等を介して遠隔地から行うこともテレパソロジーと表現することがあるが、デジタル遠隔1次病理診断については研究段階にとどまっている。

### バーチャル顕微鏡（WSI）
近年、Whole Slide Image装置(WSI)が開発され、市販されている。文字通りプレパラート全体を撮影する装置のことであり、バーチャル顕微鏡と言われることもある。病理ガラス標本全体の顕微鏡画像を撮影しているので、WSIによって病理診断を行いうる可能性が示唆されたこともあり、日本では、WSIが病理専門医不足問題を解決する道具として報道がなされたことがある。実際は病理診断を行うのは病理医であるため、WSIによって病理医不足が解決する訳ではない。

### WSIを用いた免疫染色等の判定
WSIはデジタル画像であるため免疫染色標本の染色性を自動判定するために利用されることがある。免疫染色標本を人の目で解析するだけではなく、画像解析装置がWSIを自動解析して判定精度を高めようとする研究が進められており、一部は実用化されている。

### WSIでの病理医間討論
病理診断は病理医が顕微鏡で観察して診断を行うので、病理医の知識や経験によって見立てが異なることがある。一般病理医が経験する機会の少ない希少疾患等では、当該疾患の病理診断を研究し、豊富な経験を持つ、専門領域病理医による診断が必要となることがある。このような希少疾患病理診断等ではネットワークを介してWSIを同時に観察することで、専門領域病理医を含む複数病理医による討論が可能になるとして期待されている。

## 課題
病理ガラス標本を撮影した場合はデジタル画像であるため、光学顕微鏡で直視する場合よりも画像の精細さは低下する。病理診断は病理ガラス標本を光学顕微鏡で拡大して観察することが標準となっており、デジタル画像で病理診断を行う場合は診断品質が低下する可能性が残る。また、顕微鏡観察は20倍や40倍対物レンズを通して行う。200倍から400倍に拡大して病理ガラス標本を撮影することになるので、撮影装置は高度に精密にならざるを得ない。撮影装置は高価なものになる。
このように、画像の精細さが光学顕微鏡より低いことや病理ガラス標本撮影装置が高価であることから、デジタルパソロジーは放射線画像に比して進展しにくいものとなっている。
昨今の検討で、WSIを用いた複数病理医による討論や希少がん専門等病理医へのコンサルティング領域では、デジタルパソロジーならではの良さが発表されている。光学顕微鏡にはない、WSIならではの良さを生かしたデジタルパソロジーが進展していくものと期待されている。また 平成28年度厚生労働科
学研究費補助金で、病理デジタル画像について人工知能（AI）技術を用いた、病理画像認識による術中迅速・ダブルチェック・希少がん等病理診断支援ツール開発の取組みが採択された。